# Charlotte van Monaco

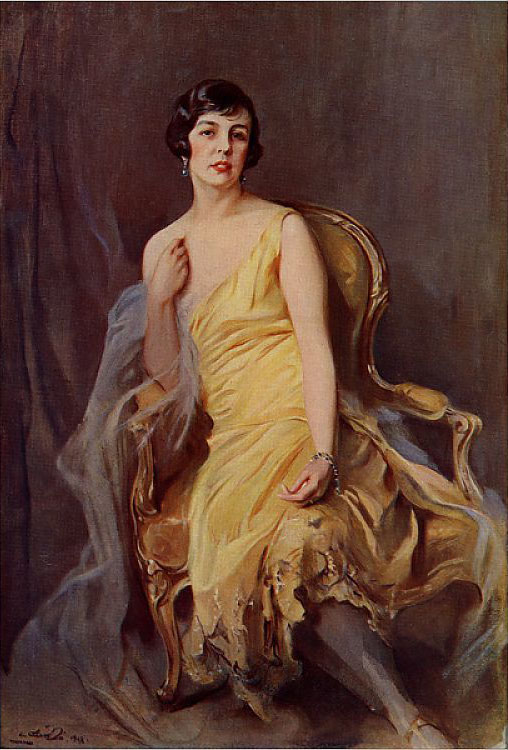
Charlotte van Monaco

Charlotte Louise Juliette Grimaldi (Constantine, 30 september 1898 — Parijs, 15 november 1977) was de gewettigde dochter van prins Lodewijk II van Monaco en Marie Juliette Louvet. In 1918 of 1919 wettigde haar vader haar, en werd haar naam Charlotte Louvet gewijzigd in Hare Doorluchtige Hoogheid prinses Charlotte van Monaco, Hertogin van Valentinois. Charlotte werd kroonprinses nadat haar vader in 1922 de troon van het vorstendom Monaco besteeg, doch deed in 1944 afstand van de troon ten gunste van haar enige zoon Reinier III.
Charlotte was gehuwd met graaf Pierre de Polignac. Zij hadden samen twee kinderen:
- Antoinette (1920 - 2011)
- Reinier (1923 - 2005).

Het gearrangeerde huwelijk, bemoeilijkt door Pierres homoseksualiteit, bleek geen succes; in 1930 ging het koppel uit elkaar en in 1933 scheidden zij. Hun kinderen werden zes maanden per jaar door hun vader opgevoed en de andere zes maanden door hun moeder.
Pierre deed in 1920 afstand van zijn eigen titels ten gunste van die van het vorstendom Monaco. Zijn titels werden daarop Zijne Doorluchtige Hoogheid prins Pierre van Monaco.